# Aira Mitsuki
Aira Mitsuki (アイラミツキ, Mitsuki Aira, née le 21 septembre 1988) est une chanteuse de J-pop et Electro. 
Elle commence sa carrière en août 2007 avec un single, COLORFUL TOKYO N°9, puis un second single China Discotica dont le clip est tourné en Chine.
Son troisième single est DARLING WONDERING STARLING, puis sortent deux singles le même jour Valentine STEP et SAYONARA TECHNOPOLiS. Son second album s'intitule PLASTIC.

## Discographie

### Singles
- COLORFUL TOKYO SOUNDS n°9 (08/08/2007)
- China Discotica (05/03/2008)
- Darling Wondering Starling/STAR FRUITS SURF RIDER (07/05/2008)
- ROBOT HONEY (29/10/2008)
- Valentine STEP (21/01/2009)
- SAYONARA TECHNOPOLiS (21/01/2009)
- BARBiE BARBiE (20/05/2009)
- Aira no Kagaku CD (17/06/2009)

### Albums
- C. O. P. Y. (03/09/2008)
- PLASTIC (22/07/2009)
- ??? (17/11/2010)